# Lago Darlings
O Lago Darlings é um lago de água doce localizado em Manitoba, no Canadá.
Este lago encontra-se localizado em 43° 57'43" N 66° 7'26" W